# Epidiopatra rugosa
Epidiopatra rugosa är en ringmaskart som beskrevs av Kucheruk 1979. Epidiopatra rugosa ingår i släktet Epidiopatra och familjen Onuphidae. Inga underarter finns listade i Catalogue of Life.